# Stadion Incheon Munhak
Stadion Incheon Munhak, Incheon Munhak Stadium – wielofunkcyjny stadion sportowy położony w koreańskim mieście Inczon. Do 2012 roku spotkania domowe rozgrywał na nim klub K-League, Incheon United.

## Historia
Stadion został otwarty w 2001 roku. Ma 50 256 miejsc siedzących, z czego krytych jest 47 743. Obiekt posiada parking na 4 500 aut. Rozegrane zostały na nim trzy mecze Mistrzostw Świata 2002:
Mecze fazy grupowej:
- 9 czerwca:  Kostaryka 1 : 1 Turcja
- 11 czerwca:  Dania 2 : 0 Francja
- 14 czerwca:  Korea Płd. 1 : 0 Portugalia

W roku 2005 odbyły się tutaj lekkoatletyczne mistrzostwa Azji.